# Goniopora pendulus
Goniopora pendulus là một loài san hô trong họ Poritidae. Loài này được Veron mô tả khoa học năm 1985.